# سارة سافويا
سارة سافويا (مواليد 12 يوليو 1985) هي سباحة إيطالية متزامنة شاركت في دورة الألعاب الأولمبية الصيفية لعام 2004.